# Antonio Barluzzi
Antonio Barluzzi (Roma, 26 settembre 1884 – Roma, 14 dicembre 1960) è stato un architetto italiano.

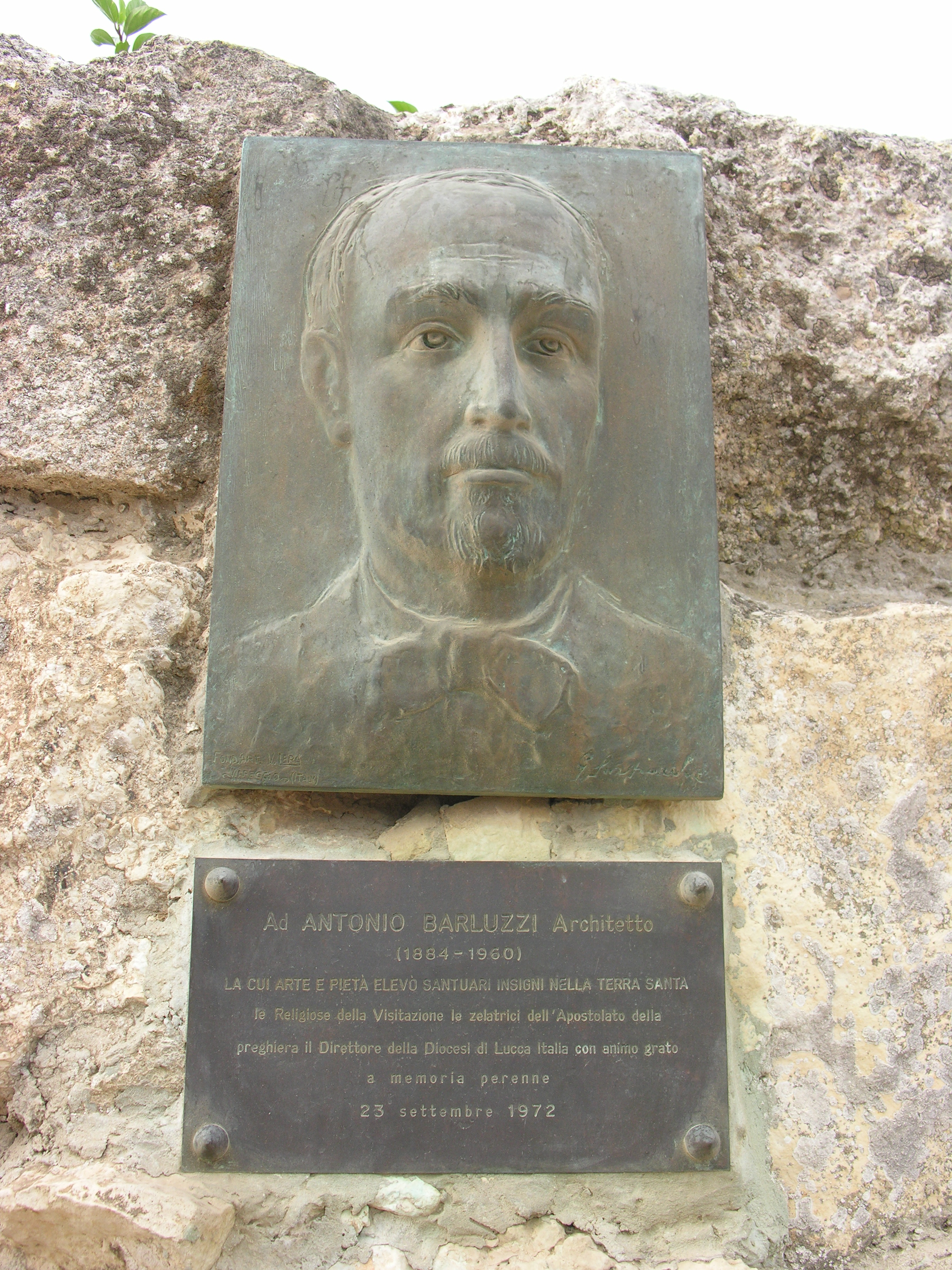
Targa commemorativa di Antonio Barluzzi sul Monte Tabor.

Barluzzi nacque in una famiglia di architetti che da diverse generazioni lavorava per il Vaticano. Dopo essersi laureato in ingegneria all'Università di Roma La Sapienza, nel 1912 seguì suo fratello Giulio a Gerusalemme dove questi aveva l'incarico di progettare l'ospedale italiano.
Con l'inizio della prima guerra mondiale ritornò in Italia, ma nell'ottobre 1917 al seguito di un contingente britannico Antonio e Giulio tornarono a Gerusalemme. Poco dopo ricevette l'incarico di costruire una basilica sul Monte Tabor, fu l'inizio di una serie di progetti di costruzioni e restauri che lo fecero restare in Terra santa fino al 1958, quando a causa di un infarto ritornò in Italia.

## Principali opere
- 1919 Ospedale italiano a Gerusalemme, oggi parte del ministero dell'educazione e cultura di Israele
- 1919-1924 Basilica della Trasfigurazione sul monte Tabor[5]
- 1920-1924 Chiesa di tutte le Nazioni (o dell'Agonia) nel Getsemani a Gerusalemme
- 1927-1929 Chiesa della Flagellazione, Gerusalemme, ricostruita su rovine lasciate dalle crociate
- 1932 Ospedale di Haifa
- 1937 Restauro di marmi e mosaici della cappella di destra del Calvario, nel Santo Sepolcro
- 1938 Chiesa delle Beatitudini, sul Lago di Tiberiade
- 1939 Chiesa della Visitazione ad Ain Karem
- 1952-1953 Chiesa della Resurrezione di Lazzaro a Betania
- 1953 Santuario Gloria in Excelsis al campo dei pastori, Betlemme
- 1954 Restauro del santuario di Betfage
- 1955 Costruzione della Chiesa del Dominus Flevit sul monte degli Ulivi a Gerusalemme[5][6][7]

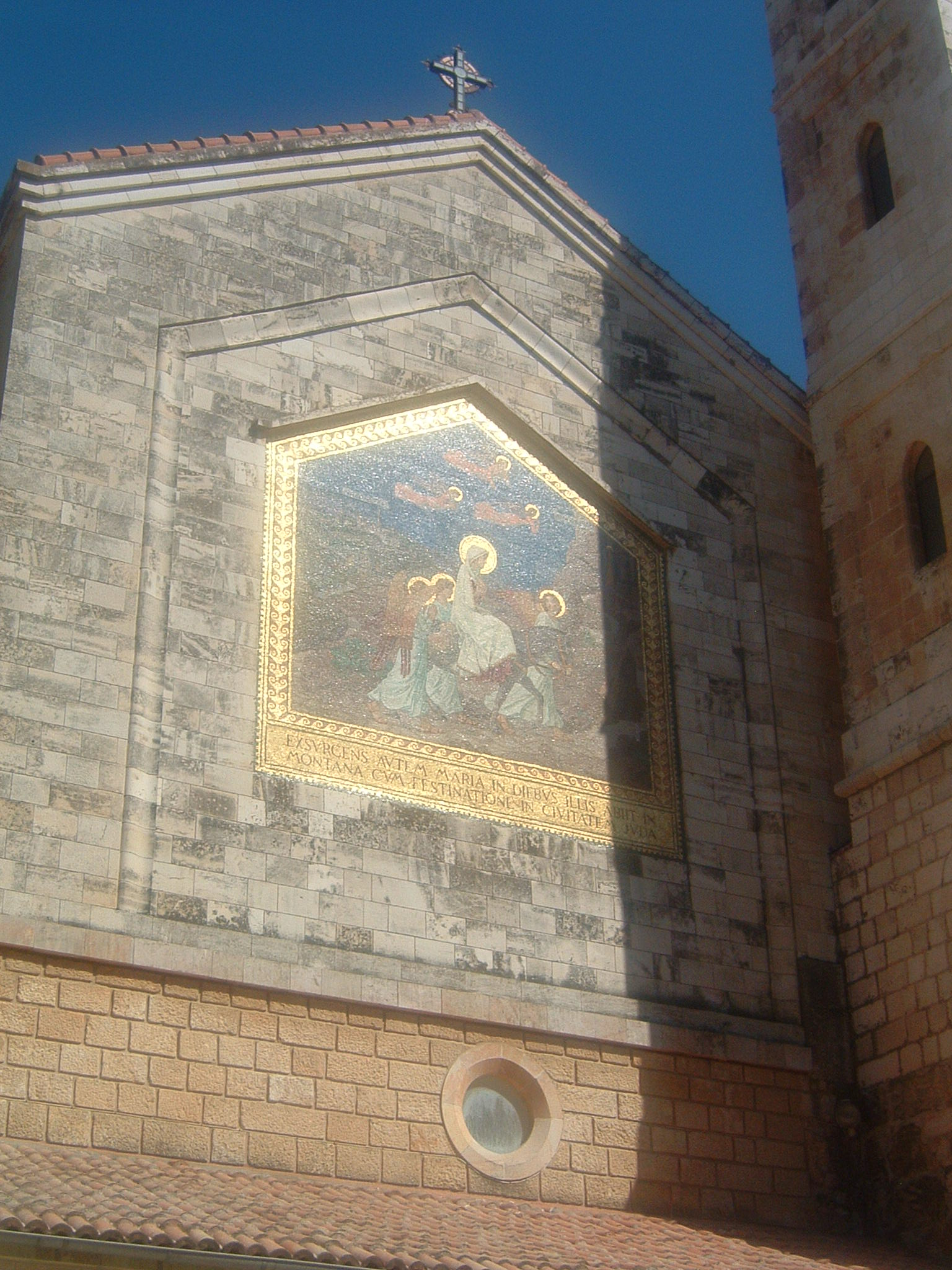
Facciata della chiesa della Visitazione, Ain Karem
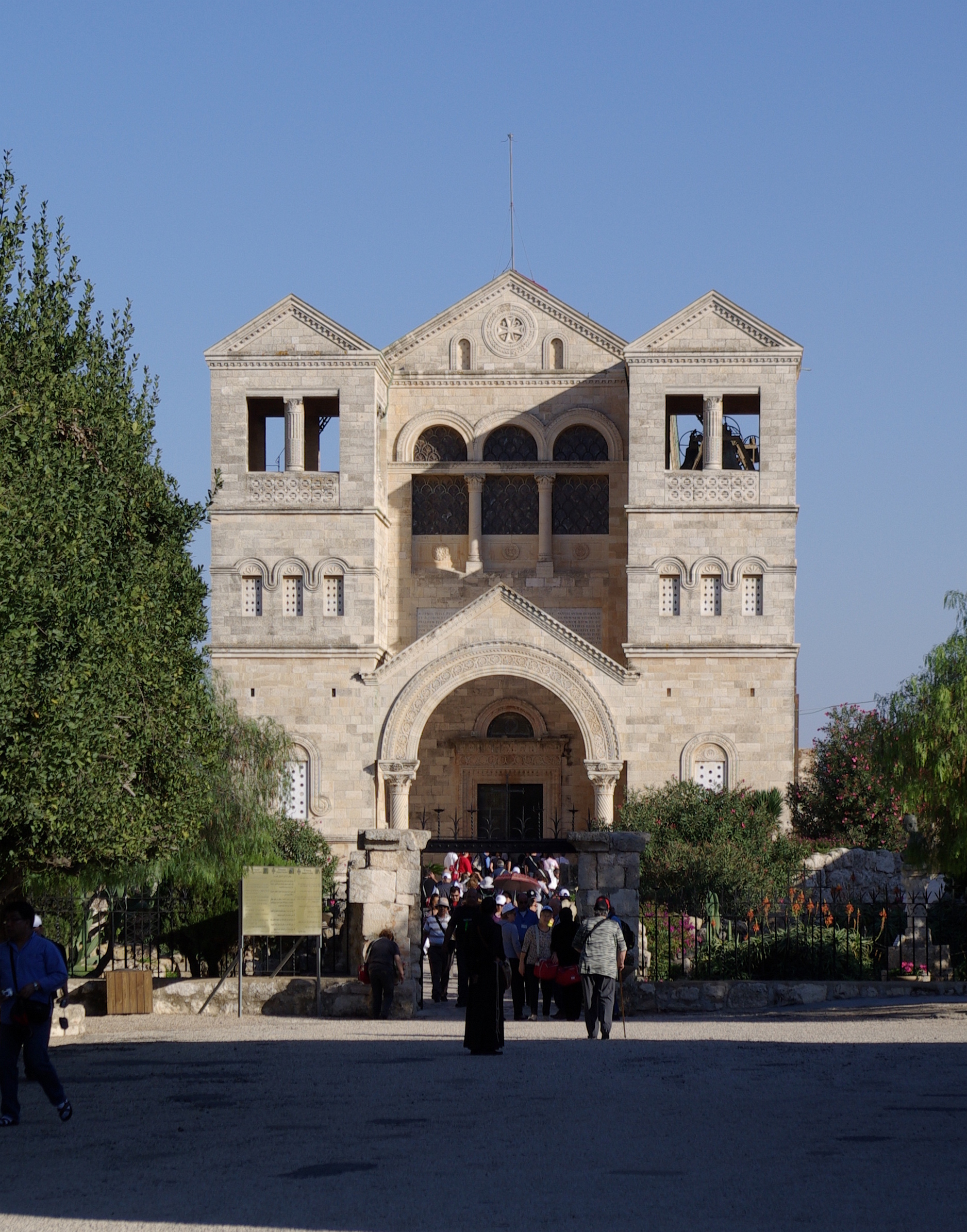
La chiesa della Trasfigurazione sul monte Tabor
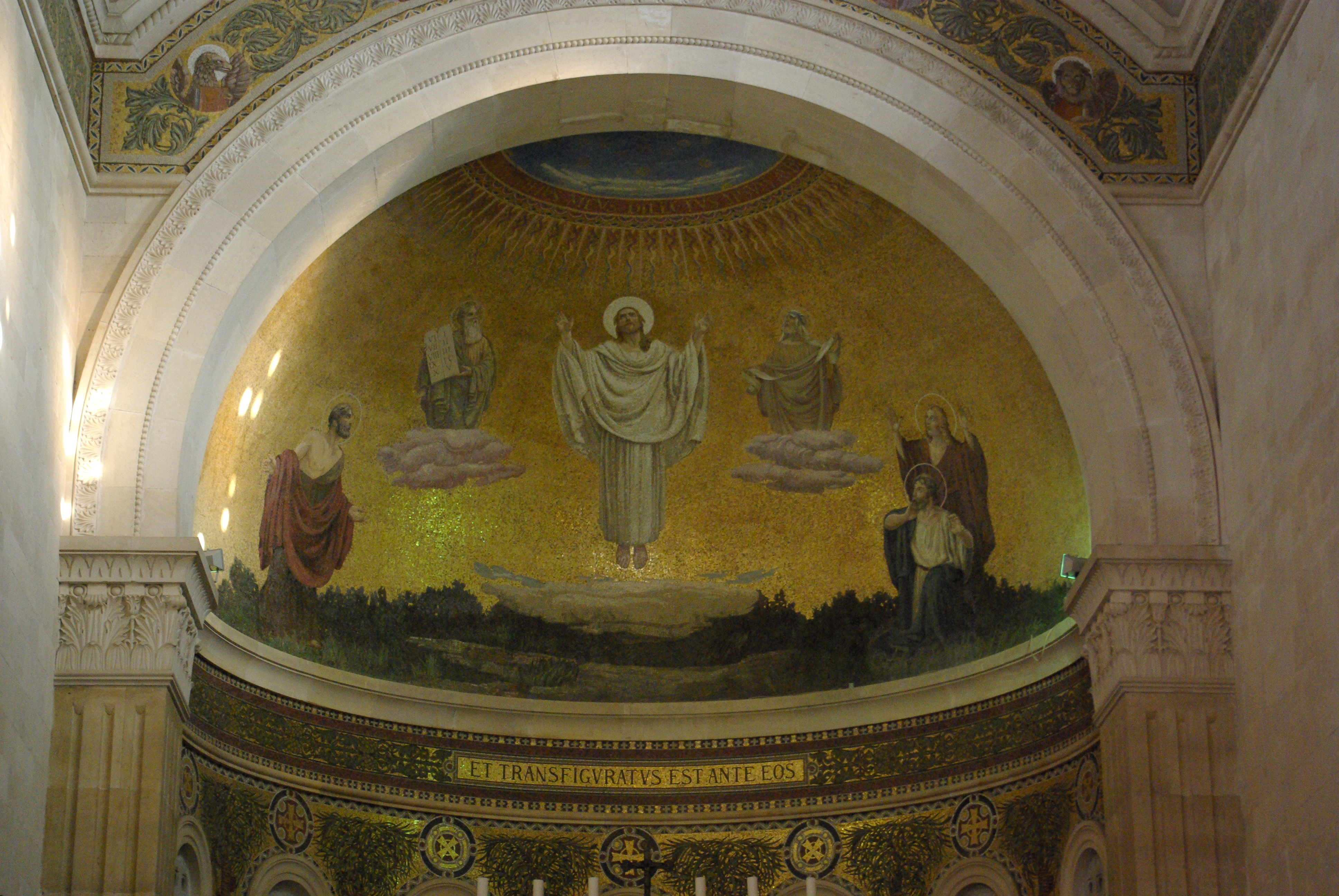
Abside della chiesa della Trasfigurazione sul monte Tabor
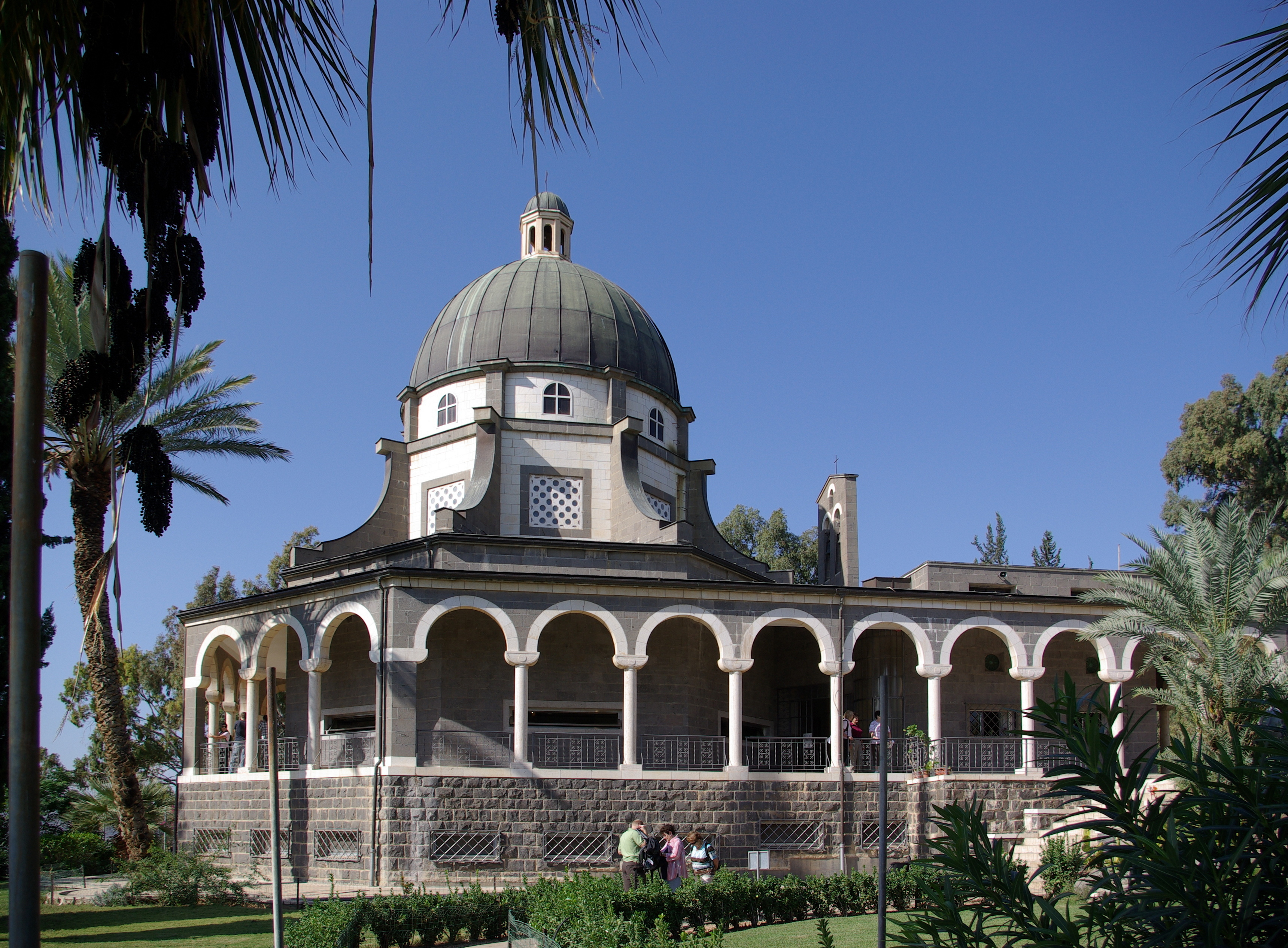
La chiesa delle Beatitudini
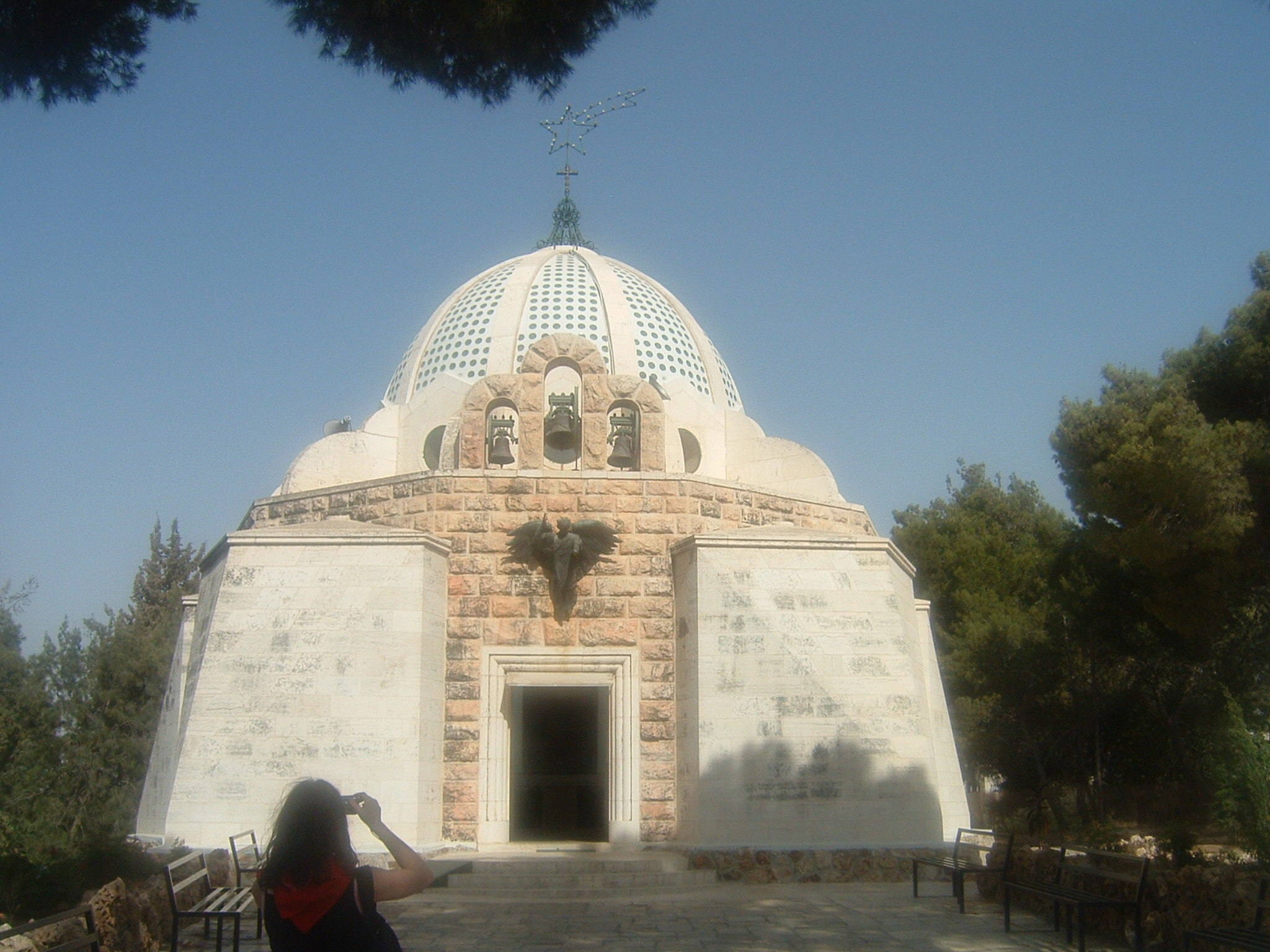
Santuario Gloria in Excelsis al campo dei pastori
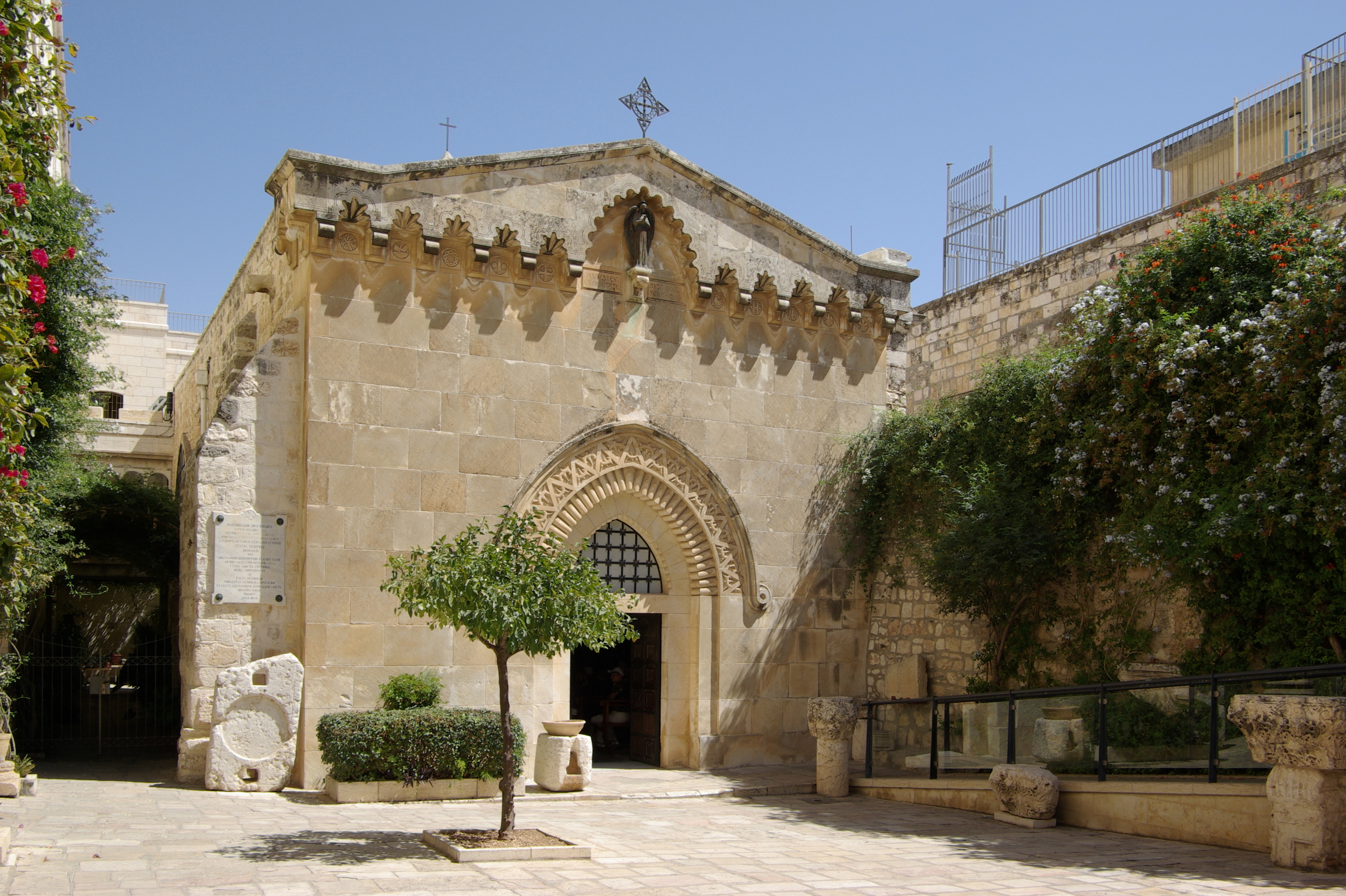
Chiesa della Flagellazione a Gerusalemme
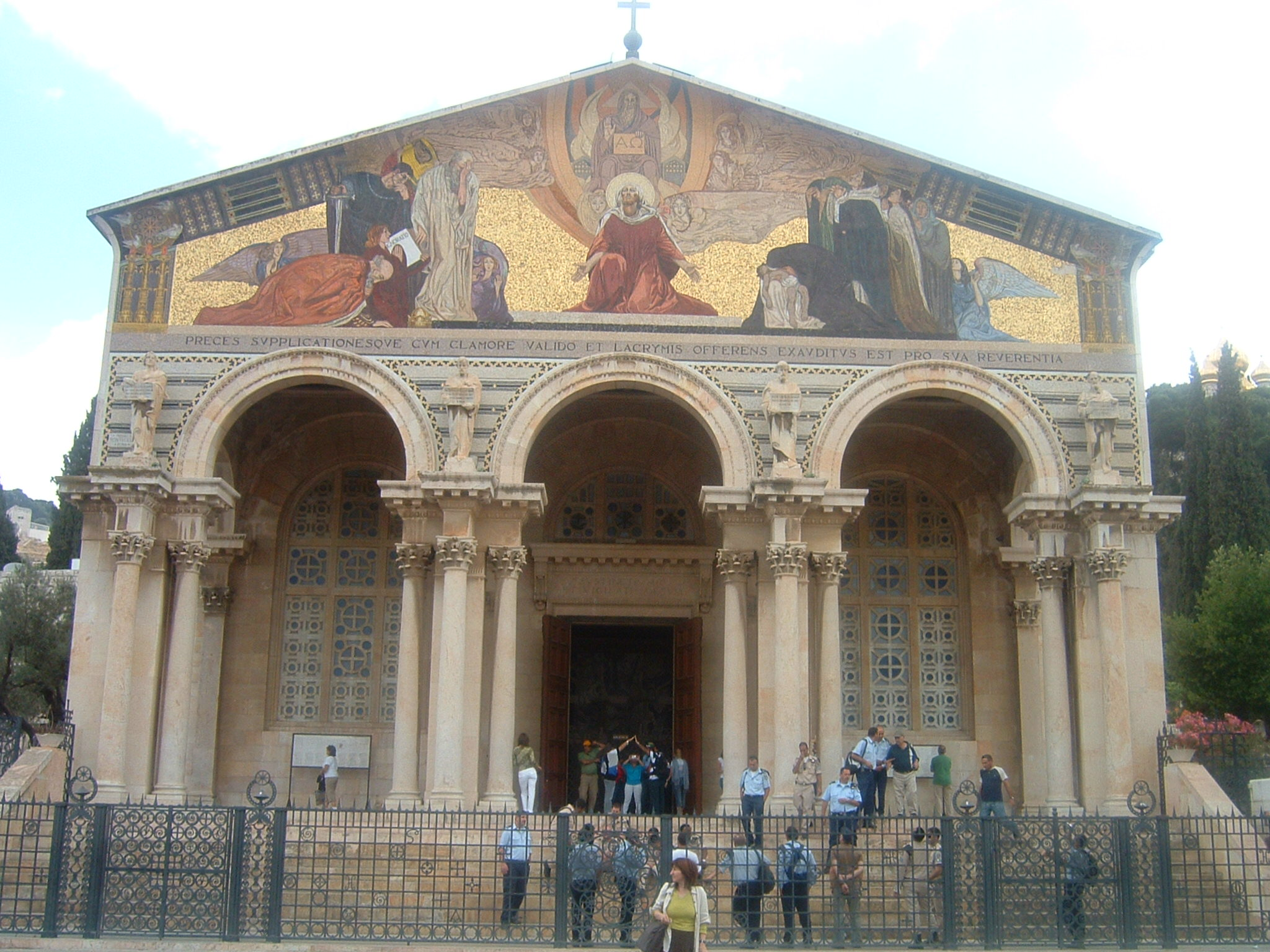
Facciata della chiesa dell'Agonia
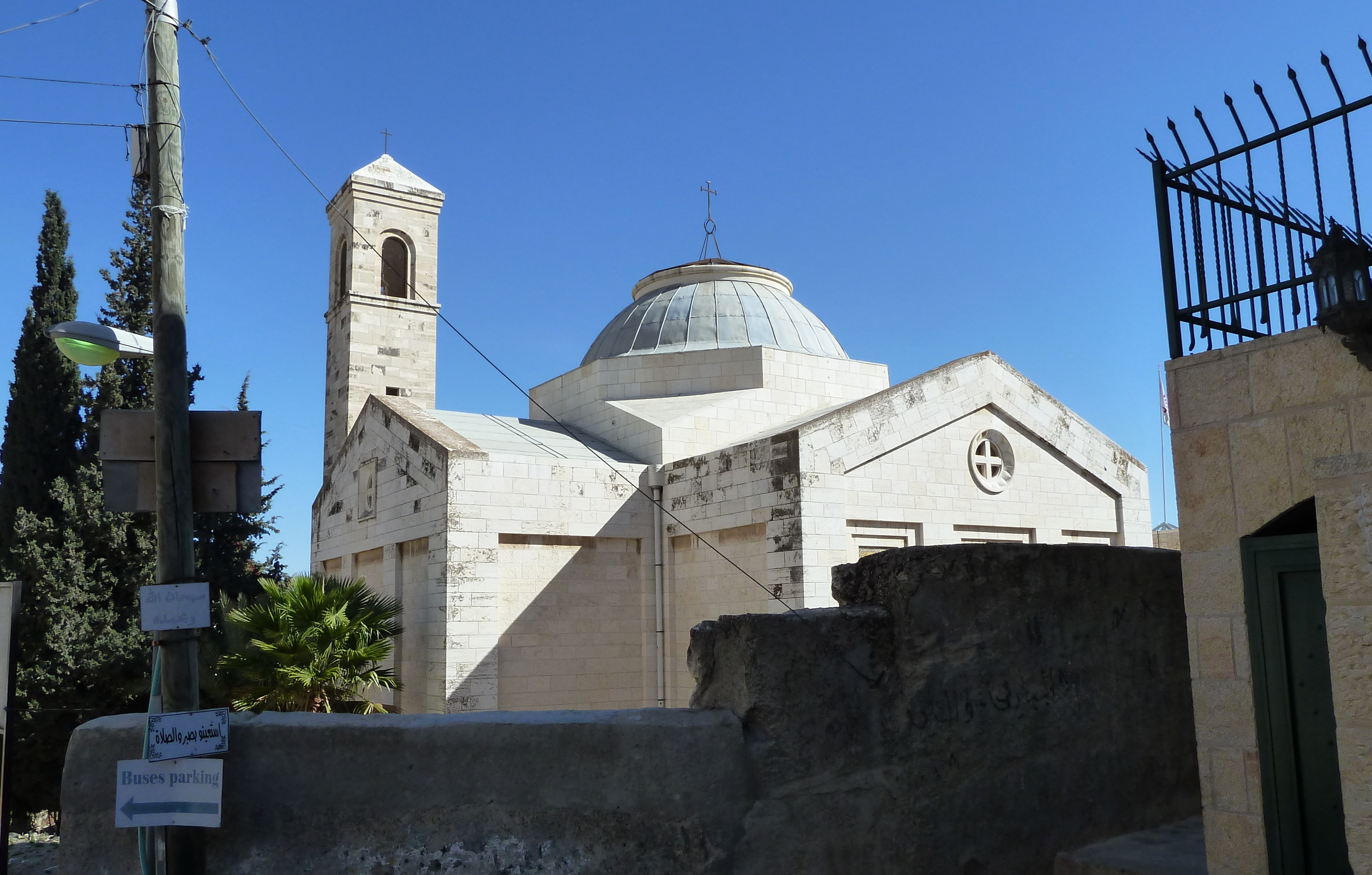
Chiesa della Resurrezione di Lazzaro
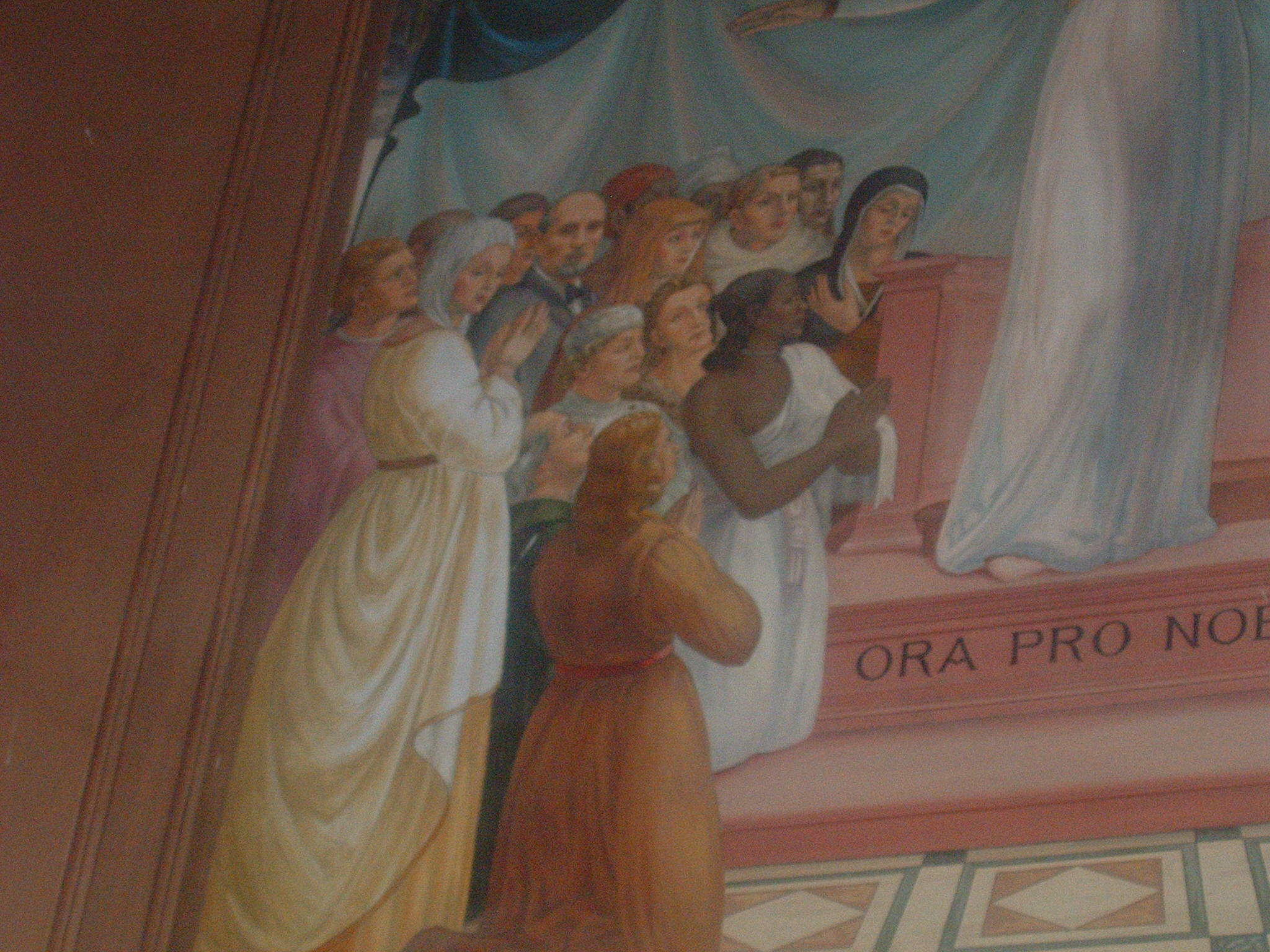
Antonio Barluzzi rappresentato in un affresco nella chiesa della Visitazione ad Ain Karem
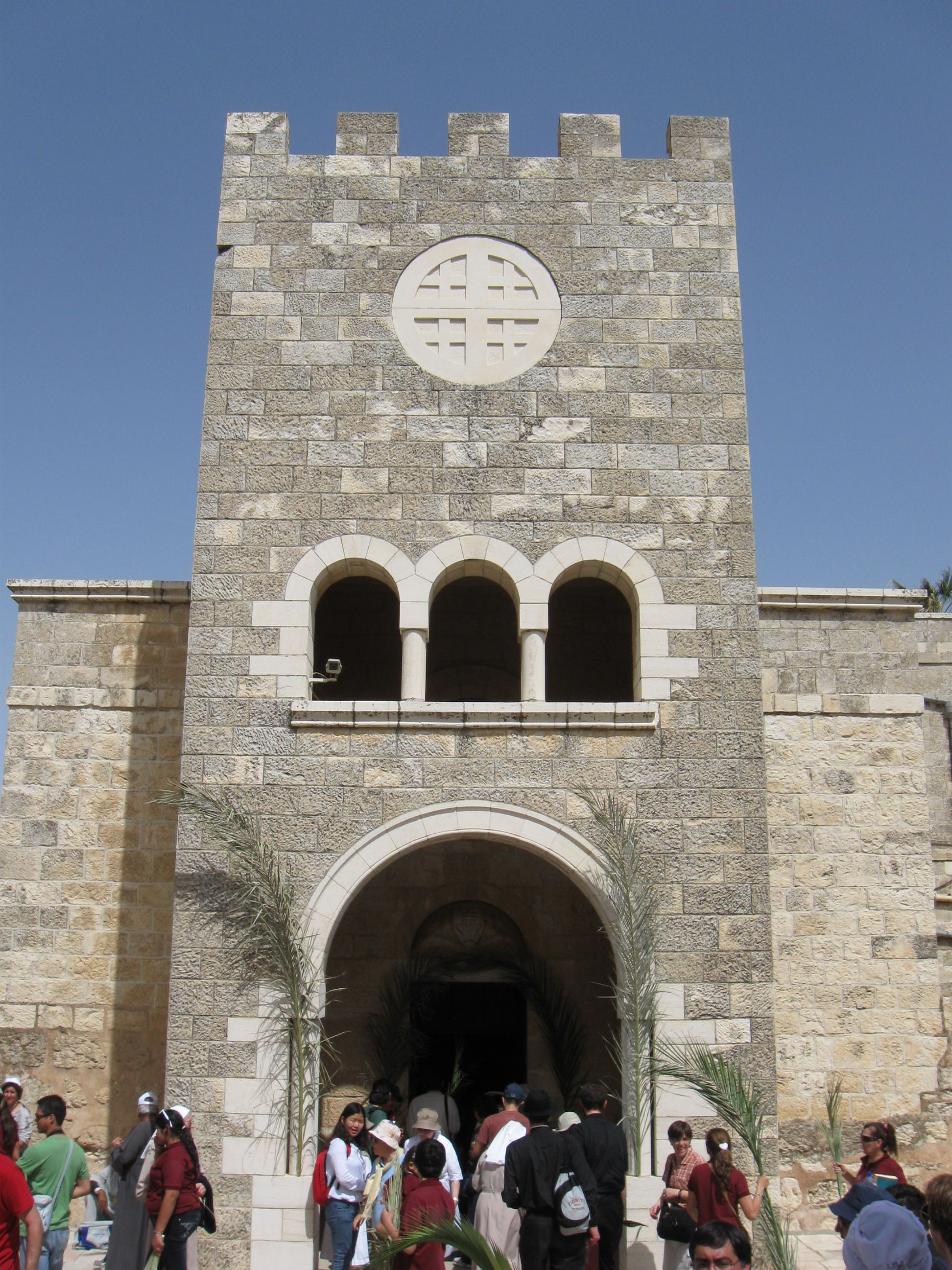
Santuario di Betfage